# Jean-Marie Cessou
Jean-Marie Cessou, né le 12 décembre 1884 à Quimper et mort le 3 mars 1945 à Lomé (Togo, Afrique-Occidentale française), est un missionnaire français breton, membre de la Société des missions africaines, qui fut vicaire apostolique au Togo.

## Biographie
Jean-Marie Cessou naît dans une famille modeste de Bretagne. Il est élève des Frères de l'instruction chrétienne de Ploërmel dans le primaire, puis fait ses études secondaires à l'école apostolique des Missions africaines de Pont-Rousseau près de Nantes. Il poursuit ses études au grand séminaire des Missions africaines de Lyon et ensuite au Caire. Doué intellectuellement[réf. à confirmer] mais souffrant d'un fort bégaiement, il prend saint Paul pour modèle missionnaire. Il prononce ses vœux le 20 avril 1908.

### Jeune missionnaire et soldat
Jean-Marie Cessou est ordonné prêtre à Lyon le 19 juillet 1908. Il est aussitôt nommé pour la mission au Liberia, contrée qui venait d'ouvrir aux missions africaines de Lyon. Il ouvre une plantation à Sasstown et évangélise la région. À l'été 1914, il est mobilisé et doit se rendre à la garnison de Dakar. Il se porte volontaire pour l'expédition du Cameroun (alors colonie allemande) qui est de courte durée et, dès 1916, il est envoyé rouvrir la mission de Yaoundé. En 1917, il est en France pour suivre une préparation comme élève officier à l'école militaire de Saint-Maixant. Il est envoyé combattre sur le front d'Artois.

### Vicaire apostolique

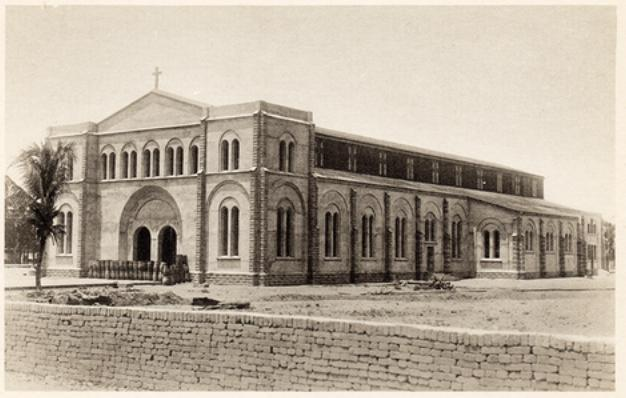
L’église Saint-Augustin de Lomé en 1935.

Démobilisé en 1919, Jean-Marie Cessou est muté par ses supérieurs au Nigeria, où il devient supérieur d'Abeokuta. Le 11 janvier 1921, le Saint-Siège le nomme administrateur apostolique du Togo (ancienne colonie allemande), en remplacement du vicaire apostolique, Franziskus Wolf (de). Il prend possession de son siège en septembre 1921. La chrétienté du Togo compte alors 21 000 baptisés, mais il n'y a que deux postes de mission pourvus, tous les missionnaires allemands ayant été expulsés. Peu à peu les supérieurs des Missions africaines envoient des prêtres et, en 1937, ce sont quarante postes de mission qui sont pourvus, tandis que les Sœurs missionnaires de Notre-Dame des Apôtres prennent le relais dans les écoles. Le 20 mars 1923, le Saint-Siège nomme Jean-Marie Cessou vicaire apostolique du Togo avec le titre d'évêque in partibus de Verinopolis (de). Il est consacré évêque en la cathédrale de Lomé, le 15 juillet 1923 par François Steinmetz, SMA, vicaire apostolique du Dahomey.
Jean-Marie Cessou défend toute sa vie les écoles catholiques du Togo, mais en 1945, à cause notamment des réticences de l'administration coloniale française[réf. nécessaire], le nombre d'élèves dans les écoles catholiques atteint à peine le nombre que les missionnaires allemands y avaient atteint en 1914. En 1927, il ouvre une école de formation, devenue école normale en 1943 et reconnue par le haut commissariat colonial. Il ordonne le premier prêtre d'origine togolaise, le Père Henri Kwakumé, le 22 septembre 1928. Les séminaristes faisaient alors leurs études au séminaire d'Ouidah au Dahomey. Jean-Marie Cessou multiplie aussi les œuvres d'action catholique et de piété ainsi que de nombreuses chorales et favorise le scoutisme et la J.E.C. et même des mouvements sportifs. Il fait construire aussi la grande église Saint-Augustin de Lomé en 1933-1934 (dans le quartier d'Amoutivé), fait agrandir la cathédrale et restaurer l'évêché.
Il accélère la pénétration et l'évangélisation dans le nord du vicariat, afin de le détacher pour en faire une préfecture apostolique autonome, ce qui est fait en 1937 avec le siège de Sokodé et lui permet de mieux se consacrer aux chrétientés du sud du pays.
La mobilisation de 1939 entraîne encore des problèmes avec le départ de jeunes missionnaires. {Jean-Marie Cessou est frappé d'une congestion cérébrale à son bureau le 17 février 1945 et meurt le 3 mars suivant. Il est inhumé le lendemain dans l'église Saint-Augustin qu'il avait fait construire.
Il avait écrit dans son testament : « L'Église du Togo ne sera adulte que lorsqu'à son tour, elle aura engendré son propre clergé avec à sa tête un évêque du pays (...) Peu importent donc les individus qui passent et qui tombent: ils savent qu'ils seront continués. Il leur suffit par leur labeur et leur sacrifice d'avoir préparé cette heure. Quant à moi, je suis déjà offert en sacrifice. »
Joseph-Paul Strebler lui succède, le 8 novembre 1945.